# Sainte-Marguerite-sur-Fauville
Sainte-Marguerite-sur-Fauville è un comune francese di 260 abitanti situato nel dipartimento della Senna Marittima nella regione della Normandia.

## Società

### Evoluzione demografica
Abitanti censiti